# Het lijk in de Haarlemmer Houttuinen
Het lijk in de Haarlemmer Houttuinen is het eerste boek uit de reeks Grijpstra en De Gier, geschreven door Janwillem van de Wetering. Het boek verscheen in 1975 bij Bruna. Het boek is in 1979 verfilmd onder de titel Grijpstra en De Gier.

## Verhaal
In dit eerste verhaal over Grijpstra en De Gier, worden beide speurders geconfronteerd met de dood van Piet Verboom, directeur van de 'Hindistische Stichting'. Ogenschijnlijk handelend in Oosterse wijsheid, macrobiotisch voedsel en zielerust. Als snel blijkt dat hij ook handelt in verdovende middelen. Hij hangt nu echter aan een balk in een prachtig pand aan de Haarlemmer Houttuinen. Op het oog lijkt het zelfmoord, maar het zou moord kunnen zijn. Wellicht door Verbooms vrouw, die hem in de steek heeft gelaten en in Parijs woont. Maar ook zijn kompanen in de stichting zouden een motief kunnen hebben. Zij worden door hem gebruikt om tegen lage kosten de stichting draaiende te houden. En Thérese is zwanger van Piet. Piets inwonende moeder is niet helemaal in orde en weet niet goed wat ze doet door alle medicatie die ze gebruikt. En hoe zit het met Van Meteren, zijn onderhuurder en bodyguard? En wat hebben Ringma en Beuzekom, handelaren in verdovende middelen, met de zaak van doen? Of de accountant De Kater? Kortom, voldoende verdachten met motief voor een definitieve oplossing van het probleem Piet Verboom.